# Вовк Мирослав Михайлович
Мирослáв Михáйлович Вовк (псевдо: «Єфрем», «Корнило»; 2 січня 1920, м. Босковиці, Чехія — 29 червня 1947, с. Ішків, Козівський район, Тернопільська область) — референт СБ ОУН Дрогобицької області та Подільського краю.

## Життєпис
Народився 2 січня 1920 року в місті Босковиці в Чехії.
Згодом разом з батьками повернувся до села Ступки на Тернопільщині. Початкову освіту здобув у Ступках, а в 1938 закінчив приватну українську гімназію товариства «Рідна школа» в Тернополі. Того ж року вступив на юридичний факультет Вільнюського університету ім. Стефана Баторія .
До ОУН приєднався ще під час навчання в гімназії.

Пам'ятник українським героям — братам Богданові, Мирославу та Юрію Вовкам. 2012

Навесні 1939 року прибув до Львова на Конгрес українських студентів, однак був заарештований поліцією і просидів у львівській тюрмі до німецько-польської війни. Після радянської окупації вступає до Львівського університету, але швидко кидає навчання та переходить на територію, окуповану німцями.
У червні 1941 року учасник Похідних груп ОУН. Протягом 1942—1943 навчається у Львівському медичному інституті.
Разом з братами Юрієм (1918—1946) — повітовий провідник СБ ОУН в Дрогобичі та Богданом (1927—1944) — повітовий референт пропаганди ОУН на Скалатщині активно долучається до підпільної діяльності.
З червня 1944 року призначений референтом Служби безпеки Дрогобицької області, а з липня 1945 року очолює СБ ОУН Подільського краю. Упродовж двох років він проводив діяльність на території Тернопільської, Хмельницької та Вінницької областей.
Внаслідок проведення т. зв. чекістсько-військової операції, силами 4-ох рот зі складу 86-го стрілецького полку та двох полкових шкіл 65 дивізії внутрішніх військ МДБ Українського округу, вздовж річки Стрипа в трикутнику між селами Купчинці, Ішків і Багатківці, були оточені і в результаті кількаденних боїв 29 червня—1 липня 1947 року героїчно загинули 15 підпільників серед них Мирослав Вовк ,.

## Пам'ять
- У День Незалежності України, 24 серпня 2012, у рідному  селі Ступках Тернопільського району урочисто відкрито і освячено пам'ятник українським героям — братам Богданові, Мирославу та Юрію Вовкам (архітектор Д. Чепіль)[4]
- Трагічні події останніх днів життя Мирослава Вовка, як провідника "Корнила", описані у романі Василя Шкляра «Троща».